# Municipio di Tel Aviv
Il municipio di Tel Aviv (in ebraico בית עיריית תל אביב‎?, Beit Iriyat Tel Aviv) è un edificio che funge da sede del comune di Tel Aviv-Yafo.

## Storia
Il concorso per la progettazione del terzo municipio di Tel Aviv fu imbandito nel 1957 e fu vinto dal ventiseienne Menachem Cohen. La costruzione dell'edificio iniziò nel 1963, finanziata dalla holding israeliana Wolfson Clore Mayer, e terminò nel 1966. Il trasferimento del comune di Tel Aviv-Yafo è avvenuto a lavori conclusi nel 1966.

Il municipio illuminato con i colori dell'Union Jack nel 2017

Il 27 maggio 2004 sono iniziati i lavori di rimozione dell'amianto, conclusi poi il 22 agosto dello stesso anno.
Per la sua centralità e importanza il municipio viene spesso illuminato con particolari colori, come ad esempio nel 2015, per mostrare solidarietà alla Francia dopo gli attentati di Parigi, nel 2017, per mostrare solidarietà al Regno Unito dopo l'attentato di Manchester, o nel 2020, per mostrare solidarietà all'Italia colpita gravemente dalla pandemia di COVID-19. Nel 2006, durante le elezioni parlamentari, esso è stato utilizzato come schermo per la visione di Channel 10.

## Descrizione
L'edificio è costruito su una piattaforma rialzata di 3,5 m all'estremità settentrionale della centrale piazza Rabin, sulla quale era previsto inizialmente l'ingresso, che avviene tuttavia da un'entrata secondaria su via Ibn Gabirol.